# Матија Квасина
Матија Квасина (4. децембар 1981) бивши је хрватски професионални бициклиста у периоду од 2004. до 2017. године. Два пута је освојио трку кроз Србију и једном Тур оф Кроатију; осам пута је освојио првенство Хрватске у вожњи на хронометар и једном у друмској вожњи, а два пута је учествовао на Олимпијским играма.
Године 2017. суспендован је на четири године због допинга, након што је био позитиван на ЕПО на трци Флеш ди Суд те године.

## Каријера
Професионалну каријеру почео је 2004. године и остварио је једну победу, освојио је национално првенство у вожњи на хронометар. 2005. је возио Вуелта Куба трку, а прву победу је остварио на трци кроз Србију, где је победио на другој етапи и освојио је трку. До краја сезоне освојио је још национално првенство у друмској вожњи. 2006. освојио је етапу на Вуелти Кубе и завршио је на другом месту у генералном пласману. Освојио је још национално првенство и трку у Прагу.
2007. је почео трећим местом на трци Ђиро дел Белведере, а затим је освојио треће место и на трци кроз Србију. Прву победу остварио је на трци Београд—Чачак, а освојио је и национално првенство у вожњи на хронометар и другу етапу на трци у Пољској. 2008. је освојио по други пут трку кроз Србију, а освојио је друго место на трци Хрватска—Словенија. На Олимпијским играма 2008., у Пекингу, завршио је друмску трку на 56 месту, а трку на хронометар на 38 месту. 2009. није остварио победу, завршио је на шестом месту на Туру Словеније и освојио је треће место на трци у Мађарској.
2010. је почео трећим местом на трци Шенчур, у Словенији. Прву победу забележио је на трци Судкартен, у Аустрији, а затим је освојио и национално првенство у вожњи на хронометар. Учествовао је и на светском првенству, друмску трку је завршио на 28 месту. 2011. је освојио трку Београд—Бања Лука, на Туру Словеније освојио је осмо место, на Туру Бугарске шесто место, а затим је освојио Централноевропски Тур, одржан у Мађарској. 2012. је освојио Тур Румуније, уз једну етапну победу, а на трци кроз Србију освојио је пето место. 2013. је почео деветим местом на трци Јадранска Магистрала, а након две године, освојио је национално првенство у вожњи на хронометар. Освојио је друго место на трци Сибиу у Румунији и треће на трци Јужне Бохемије, где је победио на трећој етапи. На светском првенству у друмској вожњи, завршио је на 30 месту.
2014. је освојио Тур Рон Алп , док је на Туру Бретање освојио пето место, а на Туру Словачке треће. 2015. је освојио само национално првенство у вожњи на хронометар, док је трећи на трци у Крању и девети на Туру Чешке. 2016. завршио је на осмом месту на Туру Азербејџана, а затим је остварио највећу победу, освојио је Тур Хрватске, где су учествовали највећи светски тимови. Победио је на трци 25. мај у Тузли и освојио је национално првенство у вожњи на хронометар, док је трку кроз Србију завршио на трећем месту. Квасина је био једини хрватски бициклиста на Олимпијским играма 2016. у Рио де Женеиру, али није успио да заврши трку.